# Harry Mulisch
Harry Mulisch (n. 29 iulie 1927, Haarlem, Țările de Jos – d. 30 octombrie 2010, Amsterdam, Țările de Jos) a fost un scriitor neerlandez.
Împreună cu Willem Frederik Hermans și Gerard Reve, Mulisch este considerat unul dintre cei Trei Mari scriitori ai literaturii neerlandeze postbelice. Romanul său De Aanslag (Asaltul) este ecranizat în anul 1986, iar filmul câștigă atât Globul de Aur, cât și premiul Oscar.
Romanul său din 1992 De Ontdekking van de Hemel (Descoperirea Raiului) a fost votat drept cel mai bun roman neerlandez din toate timpurile.
El a fost considerat un potențial candidat pentru premiului Nobel.

## Biografie
Harry Mulisch s-a născut în Haarlem, fiu al unei evreice, Alice Schwarz, și al unui imigrant austro-german.
Harry a fost crescut mai degrabă de guvernanta familiei (Frieda Falk), decât de proprii părinți.
Mulisch și propria mamă au fost la un pas de a fi deportați într-un lagăr de concentrare, dar au reușit să scape grație felului în care tatăl său a colaborat cu regimul nazist, din postura unuia dintre conducătorii unei bănci importante. Bunica sa din partea mamei a sfârșit într-un asemenea lagăr.
După moartea tatălui în anul 1957, se mută la Amsterdam unde a locuit din anul 1958.
În 1961, Mulisch avea să scrie o serie de articole ce au avut un impact deosebit, articole legate de procesul lui Eichmann, arhitectul Holocaustului. De altfel, întreaga operă a lui Mulisch poartă urmele atrocităților războiului; mai târziu, avea să afirme: Eu sunt Al Doilea Război Mondial.
Moare răpus de cancer în octombrie 2010, dispariția sa fiind considerată o mare pierdere pentru literatura neerlandeză.

## Opera
- Archibald Strohalm (1952; roman)
- Tussen hamer en aambeeld (1952; nuvelă)
- Chantage op het leven (1953)
- De Diamant (1954; roman)
- De Sprong der Paarden en de Zoete Zee (1955; roman)
- Het mirakel (1955)
- Het Zwarte licht (1957; roman)
- Manifesten (1958; eseuri)
- Het Stenen Bruidsbed (1959; roman)
- Tanchelijn (1960; teatru)
- De knop (1961; teatru)
- Voer voor Psychologen (1961; autobioggrafie)
- Wenken voor de bescherming van uw gezin en uzelf, tijdens de Jongste Dag (1961; eseuri)
- De Zaak 40/61 (1963; reportaj cu ocazia procesului Eichmann din Israel)
- Bericht aan de Rattenkoning (1966; eseuri despre revoltele studenților din Amsterdam în anii 60)
- Wenken voor de Jongste Dag (1967; eseuri)
- Het woord bij de daad (1968; eseuri)
- Reconstructie (1969; eseuri)
- Paralipomena Orphica (1970; eseuri)
- De Verteller (1970; roman)
- De Verteller verteld: Kommentaar, Katalogus, Kuriosa en een Katastrofestuk (1971; eseu despre De Verteller)
- De toekomst van gisteren (1972; eseu despre o carte pe care autorul nu o poate scrie)
- Oidipous Oidipous (1972; teatru)
- Woorden, woorden, woorden (1973; poezie)
- De vogels (1974; poezie)
- Mijn Getijdenboek (1975; autobiogrfie)
- Tegenlicht (1975; poezie)
- Kind en Kraai (1975; poezie)
- Twee Vrouwen (1975; roman)
- Oude Lucht (1977)
- Opus Gran (1982; poezie)
- De Aanslag (1982; roman)
  - Atentatul (trad. Ion T. Iancu), Editura Univers, Colecția Globus, București, 1988
- De Kamer (1984; povestiri)
- Hoogste Tijd (1985; roman)
- De Pupil (1987; roman)
- De Elementen (1988; roman)
- De Ontdekking van de Hemel (1992; roman)
- De Procedure (1999; roman)
- Het Theater, de brief en de waarheid (2000; roman)
- Siegfried (2001; roman)
  - Siegfried , Editura Univers, Colecția Cotidianul, București, 2008